# An Unexpected Santa Claus
An Unexpected Santa Claus è un cortometraggio del 1908 diretto da Edwin S. Porter.